# Piramida ekologiczna

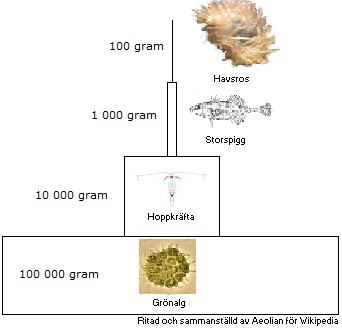
Piramida ekologiczna

Piramida ekologiczna, piramida Eltona, piramida eltonowska, piramida liczb, piramida troficzna – zaproponowany przez Charlesa Eltona w 1927 roku graficzny sposób przedstawiania struktury troficznej ekosystemu.
Wyróżnia się:
- piramidę liczb – prezentuje proporcje liczby osobników na każdym z poziomów troficznych
- piramidę biomasy – prezentuje proporcje ilości biomasy na każdym z poziomów troficznych
- piramidę energii – prezentuje proporcje ilości energii wykorzystywanej na każdym z poziomów troficznych,

a czasem liczb, biomasy i produkcji.
Za podstawę piramidy ekologicznej przyjmuje się wartości dotyczące producentów, wyżej prezentuje się dane dotyczące konsumentów kolejnych rzędów. Zwykle wartości spadają od producentów do konsumentów najwyższych rzędów, jednak czasem proporcje mogą być inne (np. piramida biomasy dla otwartego morza, gdzie uwzględniono fitoplankton i zooplankton)